# Гаплогруппа HV2a2 (мтДНК)
Гаплогруппа HV2a2 — гаплогруппа митохондриальной ДНК человека.

## Субклады
- HV2a2a
- HV2a2b

## Палеогенетика

### Неолит
Докерамический неолит
- I8955 | BTSR_287; 1812 SK3; 287 __ Бестансур[англ.] __ Сулеймания (мухафаза), Ирак __ 8000-7000 BCE (9450±289 BP) __ Ж __ HV2a2.[1]

### Бронзовый век
БМАК – Сапалинская культура
- I11520 — UZ-BST-015, Site 4, Grave 4, 57-27 — Bustan, Узбекистан — 1613-1509 calBCE (3280±20 BP, PSUAMS-4605) — М — R2a3a2 (R-Y8766) : HV2a2.[2]

### Железный век
Гордион
- I6573 | GDN31; YH 37301; OP 21-31; 1993;; 37301; OP21; LOT31 __ Полатлы, Анкара (ил), Турция __ 323-31 calBC (2127±84 BP) __ Ж __ HV2a2.[1]

### Средние века
Монголы
- HV2a2 определили у образца TAV006 | AT-623 — Tavan Tolgoi — Сухэ-Батор (аймак), Монголия — XIV век — Ж[3]
- HV2a2 определили у жертвы чумы из иссык-кульского захоронения 1338 года с надгробием на сирийском языке, умершей от Чёрной смерти (Киргизия)[4]

## Публикации
- Narasimhan V., Patterson N., Moorjani P. et al. The formation of human populations in South and Central Asia. Science (6 сентября 2019). Архивировано 31 марта 2018 года.
- Jeong Choongwon, Wang Ke, Wilkin Shevan et al. A Dynamic 6,000-Year Genetic History of Eurasia’s Eastern Steppe. Cell (5 ноября 2020). Архивировано 26 марта 2020 года.

2022
- Spyrou MA, Musralina L, Gnecchi Ruscone GA, et al. (June 2022). The source of the Black Death in fourteenth-century central Eurasia. Nature. 606 (7915): 718–724. doi:10.1038/s41586-022-04800-3. PMC 9217749. PMID 35705810.
- Lazaridis I, Alpaslan-Roodenberg S, Acar A, et al. (August 2022). The genetic history of the Southern Arc: A bridge between West Asia and Europe. Science. 377 (6609): eabm4247. doi:10.1126/science.abm4247. PMC 10064553. PMID 36007055.